# 망우당선생문집책판(부)창의록 책판
망우당선생문집책판(부)창의록 책판(忘憂堂先生文集冊板(附)倡義錄 冊板)은 대한민국 대구광역시 달성군 유가면에 있는 조선시대의 책판이다. 1995년 5월 12일 대구광역시의 유형문화재 제39호로 지정되었다.

## 개요
『망우당선생문집』책판은 임진왜란 때 최초로 의병을 일으켜 전공을 세운 곽재우의 시문과 연보 및 부록 등을 판각한 것이다. 이 책판은 3차에 걸쳐 내용을 고치고 첨가하여 간행되었는데, 이것은 3차에 해당되는 것으로 영조 47년(1771)에 간행된 것이다.
부록인 창의록책판은 임진왜란 당시 곽재우가 의령에서 의병을 일으킬 때 함께 참여한 사람들의 명단인 『용미음미록』 과 정유재란 때 곽재우와 함께 창녕의 화왕산입성을 방어했던 경상도 의사들의 명단인 『화왕산성동고록』 및 『화왕수성각』등을 판각한 책판이다. 곽원갑 등이 편집하고 저술하여 영조 8년(1732)에 경상감사 조현명에게 서문을 받고, 영조 10년(1734)에 경상감사 김시형에게 서문을 받았다.
이것은 임진왜란사 연구에 있어 특히 경상도 지역의 활약을 연구하는데 귀중한 자료이다.

## 참고 자료
- 망우당선생문집책판(부)창의록책판 - 국가유산청 국가유산포털